# SIDT1
SIDT1‏ (SID1 transmembrane family member 1) هوَ بروتين يُشَفر بواسطة جين SIDT1 في الإنسان.